# Haliclona luciensis
Haliclona luciensis är en svampdjursart som beskrevs av de Weerdt 2000. Haliclona luciensis ingår i släktet Haliclona och familjen Chalinidae. Inga underarter finns listade i Catalogue of Life.